# Patriot, Indiana
Patriot este o localitate urbană din districtul Posey, comitatul Switzerland, statul Indiana, Statele Unite ale Americii.
Localitatea se află amplasată la altitudinea de 144 m deasupra n.m., pe cursul fluviului Ohio, ocupă o suprafață de 0.7 km², dintre care 0.6 km² este uscat, și avea în anul 2010, 209 locuitori.

## Demografie
La recensământul din 2000 localitatea avea 202 locuitori și erau 73 gospodării cu  60 de familii.
1. ↑  2016 U.S. Gazetteer Files
2. ↑  2010 U.S. Gazetteer Files, accesat în 9 iulie 2020